# 河原町通

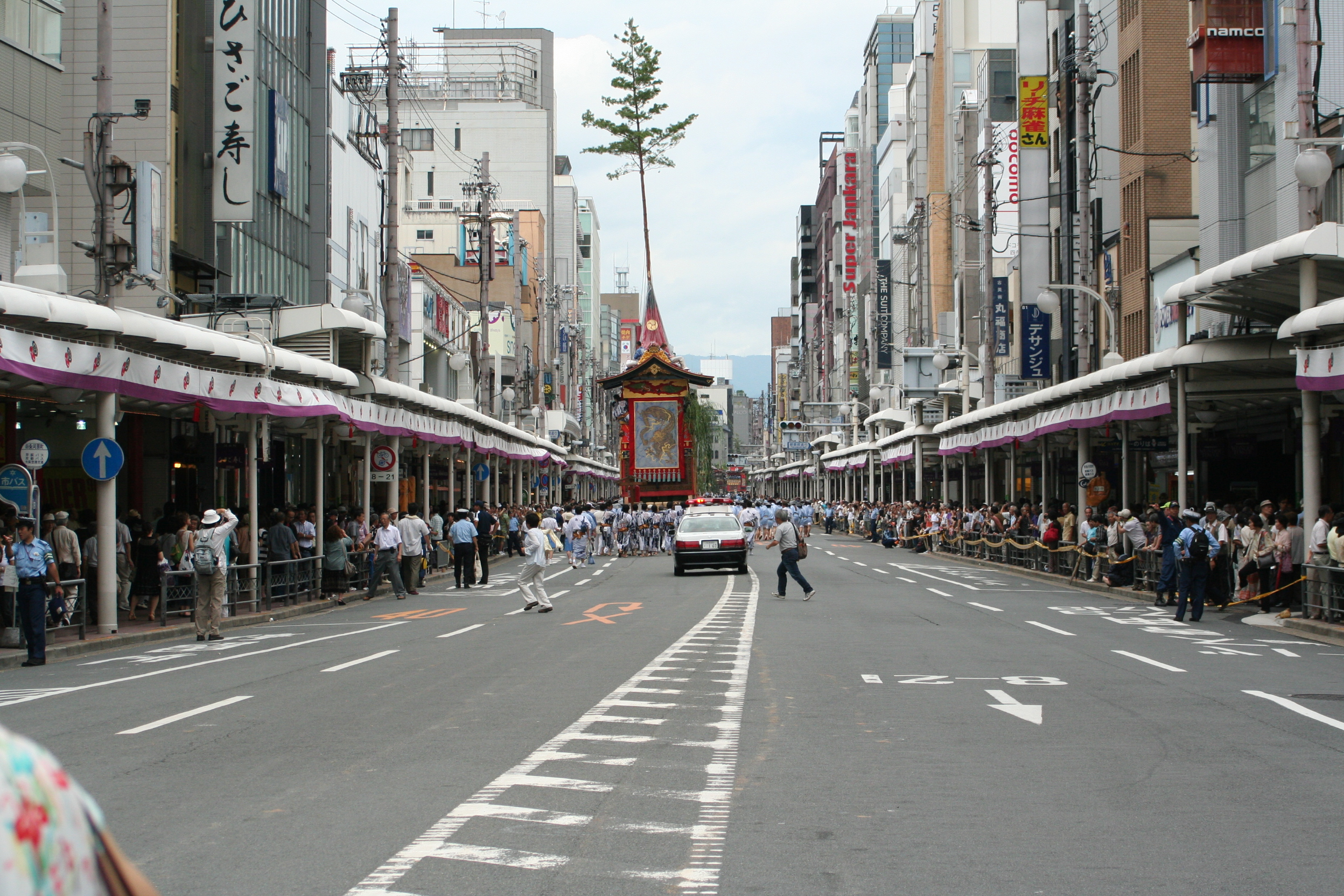
河原町通

河原町通为日本京都的一条重要街道，平行于鸭川西岸。这条街与四条通的十字路口称为四条河原町，为该市最繁华的区域。
四条通与河原町通均实施禁烟。